# Stay on These Roads
Stay on These Roads ist das dritte Studioalbum der norwegischen Pop-Rockband a-ha, das am 3. Mai 1988 erschien.

## Geschichte
Auf dem Album war mit The Living Daylights das Titelstück des James-Bond-Films Der Hauch des Todes enthalten, das in Großbritannien Platz fünf der Charts erreichte, sie in den USA jedoch verpasste. Bei den Aufnahmen wurden diverse elektronische Instrumente verwendet, darunter der Synthesizer Yamaha DX7 sowie Geräte von Roland. Unter anderem fand auch ein Synclavier Verwendung.

## Kritik
Bei Allmusic erhielt das Album 2 von 5 Sternen. William Ruhlmann schrieb, a-ha hätten seit dem ersten Album keine wirkliche Entwicklung gezeigt, es werde nur mehr von selben geboten und das weniger "unterscheidbar" als zuvor. Das Musikexpress Magazin vergab 1988 drei von sechs Sternen.
Bei der Wiederveröffentlichung des Albums 2015 als Deluxe-Version vergab der Rolling Stone 3,5 von 5 Sternen, bezeichnete es als ein Album von hochambitionierten Musikern, die sich Rollenvorstellungen unterwerfen mussten, was am Ende eine recht durchschnittliche Platte hervorbrachte. Hervorgehoben werden The Blood That Moves The Body, This Alone Is Love (mit dem längsten Gitarrensolo von Waaktaar) und als bestes Stück der Platte, There's Never A Forever Thing. Auch The Living Daylights erhält viel Anerkennung, allerdings die Single- und nicht die Albumversion: "Statt des furios vorpreschenden, knochigen Gitarre-Bass-Schlagzeug-Settings mit gelegentlichen Orchester-Schlägen kommt hier ein Synthesizer-Overkill; der Rhythmus allein drückt einen gegen die Wand."

## Titelliste
1. Stay on these Roads – 4:44 (Magne Furuholmen, Morten Harket, Paul Waaktaar-Savoy)
2. The Blood that moves the Body – 4:05 (Paul Waaktaar-Savoy)
3. Touchy! – 4:31 (Magne Furuholmen, Morten Harket, Paul Waaktaar-Savoy)
4. This Alone is Love – 5:13 (Magne Furuholmen, Paul Waaktaar-Savoy)
5. Hurry Home – 4:34 (Magne Furuholmen, Paul Waaktaar-Savoy)
6. The Living Daylights – 4:46 (John Barry, Paul Waaktaar-Savoy)
7. There’s never a forever thing – 2:49 (Paul Waaktaar-Savoy)
8. Out of Blue comes Green – 6:40 (Paul Waaktaar-Savoy)
9. You are the One – 3:48 (Magne Furuholmen, Paul Waaktaar-Savoy)
10. You’ll end up crying – 2:06 (Paul Waaktaar-Savoy)

## Kommerzieller Erfolg

### Chartplatzierungen
Während a-ha international mit über 4 Millionen verkauften Exemplaren des Albums weiter erfolgreich blieben, erreichte Stay on These Roads in den USA nur noch Platz 148 der Billboard 200. Wie beim Vorgänger wurde Platz vier in den deutschen Charts und Platz zwei in Großbritannien erreicht. 
| ChartsChartplatzierungen       | Höchstplatzierung | Wochen/ Monate |
| ------------------------------ | ----------------- | -------------- |
| Deutschland (GfK)              | 4 (25 Wo.)        | 25 Wo.         |
| Norwegen (IFPI)                | 1 (11 Wo.)        | 11 Wo.         |
| Österreich (Ö3)                | 9 (2,5 Mt.)       | 2,5 Mt.        |
| Schweiz (IFPI)                 | 6 (11 Wo.)        | 11 Wo.         |
| Vereinigte Staaten (Billboard) | 148 (6 Wo.)       | 6 Wo.          |
| Vereinigtes Königreich (OCC)   | 2 (19 Wo.)        | 19 Wo.         |

| ChartsJahrescharts (1988) | Platzierung |
| ------------------------- | ----------- |
| Deutschland (GfK)         | 21          |

### Auszeichnungen für Musikverkäufe
| Land/Region                  | Auszeichnungen für Musikverkäufe (Land/Region, Auszeichnung, Verkäufe) | Verkäufe  |
| ---------------------------- | ---------------------------------------------------------------------- | --------- |
| Brasilien (PMB)              | Platin                                                                 | 250.000   |
| Deutschland (BVMI)           | Gold                                                                   | 250.000   |
| Frankreich (SNEP)            | Platin                                                                 | 300.000   |
| Niederlande (NVPI)           | Gold                                                                   | 50.000    |
| Norwegen (IFPI)              | —                                                                      | 85.000    |
| Schweiz (IFPI)               | Gold                                                                   | 25.000    |
| Spanien (Promusicae)         | Platin                                                                 | 100.000   |
| Vereinigtes Königreich (BPI) | Gold                                                                   | 100.000   |
| Insgesamt                    | 4× Gold · 3× Platin ·                                                  | 1.160.000 |